# Covenant University
Die Covenant University ist eine private nigerianische Universität auf Canaanland in Ota im Bundesstaat Ogun. Sie entstand als Stiftung der Winners’ Chapel-Kirche (Living Faith Church) und wurde im Jahr 2002 errichtet. Im Jahr 2006 waren 4.198 Studenten eingeschrieben.
Der Rektor der Universität, David Oyedepo, ist gleichzeitig Präsident, Gründer und Bischof der Winners’ Chapel. Die Hochschule wird strikt nach evangelikal-christlichen Prinzipien geführt. Der Gründungsvision Oyedepos zufolge soll sie „eine neue Generation von Führungskräften heranziehen“.
Im Sommer 2007 wurde die Universitätsleitung durch die nigerianische Regierung gezwungen, eine obligatorische HIV/AIDS-Untersuchung und Schwangerschaftstest als Voraussetzung für eine Immatrikulation abzuschaffen.
Kontroversen gab es 2012 auch um zahlreiche Exmatrikulationen wegen Nichtteilnahme an einem Gottesdienst.
Laut der Covenant University, werden qualifizierte Studenten jedes religiösen Hintergrunds zugelassen, sofern sie sich den Regeln inklusive regelmäßiger Gottesdienste unterwerfen.
Die Universitätsgebäude sind in Canaanland gelegen, wo sich auch das Hauptquartier der Winners’ Chapel Kirche befindet. Es gibt drei Collegegebäude, die in 20 Fachbereiche unterteilt sind.

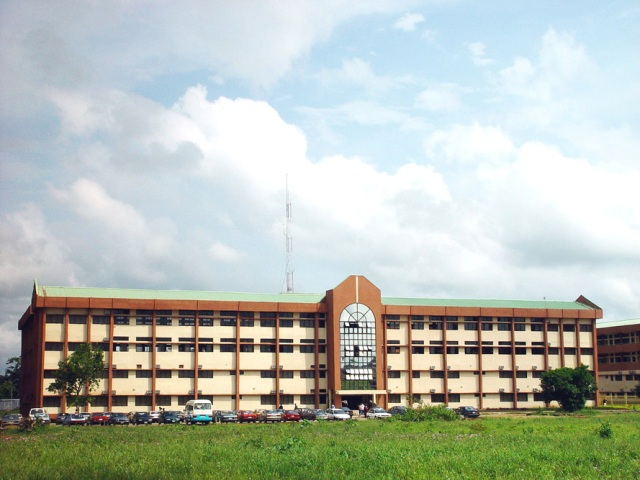
College of Development Studies
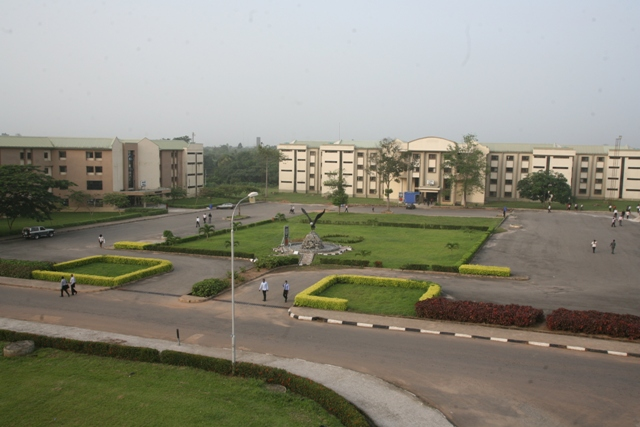
Studentenwohnheime der Universität

## Colleges
- Wirtschafts- und Sozialwissenschaften
- Human Development
- Wissenschaft und Technologie
- Fakultät für Aufbaustudiengänge